# The Midnight Cabaret
The Midnight Cabaret é um curta-metragem mudo norte-americano de 1923, do gênero comédia, dirigido por Larry Semon e estrelado pelo comediante cômico Oliver Hardy, que também contou com Semon nos papéis principais.

## Elenco
- Larry Semon - Larry, um garçom

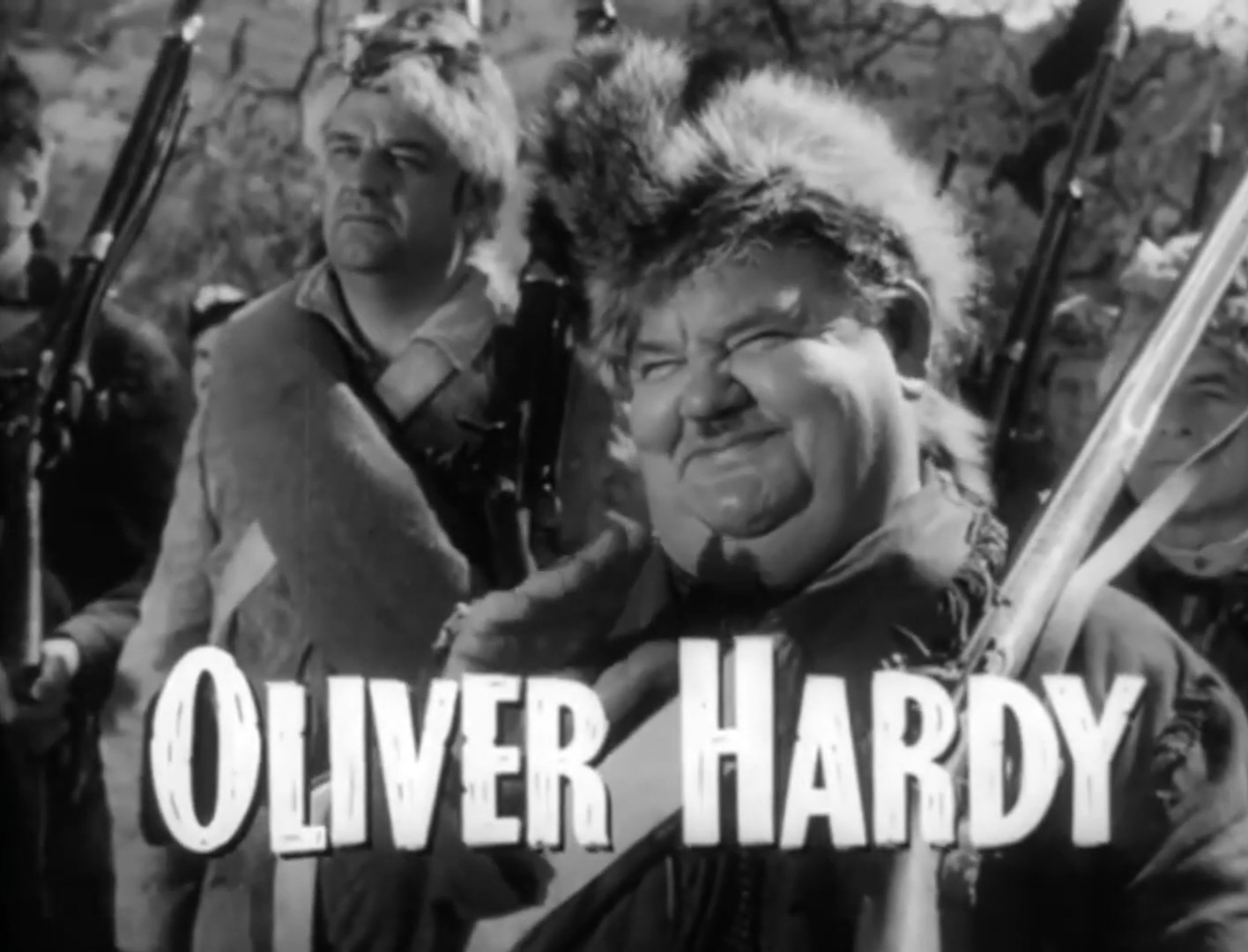
Oliver Hardy

- Kathleen Myers - Kathleen, uma artista de cabaré
- Oliver Hardy - Oliver, um pretendente impetuoso (como Babe Hardy)
- Fred DeSilva
- William Hauber
- Al Thompson
- Joe Rock